# Paradela (Tabuaço)
Paradela ist ein Ort und eine ehemalige Gemeinde (Freguesia) im portugiesischen Kreis Tabuaço. Die Gemeinde hatte 123 Einwohner (Stand 30. Juni 2011).
Am 29. September 2013 wurden die Gemeinden Paradela und Granjinha zur neuen Gemeinde União das Freguesias de Paradela e Granjinha zusammengeschlossen. Paradela ist Sitz dieser neu gebildeten Gemeinde.